# ویلسون فیتیپالدی جونیور
ویلسون فیتیپالدی جونیور (پرتغالی: Wilson Fittipaldi Júnior؛ زادهٔ ۲۵ دسامبر ۱۹۴۳ در سائو پائولو) رانندهٔ سابق مسابقات اتومبیل‌رانی فرمول یک اهل برزیل است که از فصل ۱۹۷۲ تا ۱۹۷۳، و دوباره در فصل ۱۹۷۵ در مجموع در ۳۸ گراند پری شرکت کرد.
او در طول دوران فعالیت خود در فرمول یک ۳ امتیاز را به نام خود به‌ثبت رساند.
ویلسون فیتیپالدی پدر کریستین فیتیپالدی، رانندهٔ سابق مسابقات اتومبیل‌رانی نسکار و مسابقات جهانی فرمول یک در فصل‌های ۱۹۹۲ تا ۱۹۹۴ است. او همچنین مالک تیم فرمول یک فیتیپالدی در فصل‌های ۱۹۷۴ تا ۱۹۸۲ بوده‌است.